# Parcul Național Canberra
Parcul Național Canberra (engl. Canberra Nature Park) din regiunea orașului Canberra face parte dintr-o asociație care cuprinde 30 de parcuri naționale. Flora din regiune este o vegetație de pădure, tufișuri și regiuni joase de prerie. Inaintea de declararea parcului teritoriul a servit ca pășune pentru animale. Regiunea colinară este sub administrația „National Capital Authority” fiind protejată prin interzicerea construcțiilor, regulie de administrație sunt stabilite în „National Capital Plan”. Printre colinele protejate se numără: Black Mountain, Mount Ainslie, Mount Majura, Mount Pleasant, Russell Hill, Red Hill, Mount Mugga, O'Connor Ridge, Bruce Ridge, Mount Painter, The Pinnacle, Lyneham Ridge, Oakey Hill, Mount Taylor, Isaacs Ridge, Mount Stromlo, Mount Arawang, Neighbour Hill, Wanniassa Hill și Narrabundah Hill. Această regiune servește și ca sursă de apă potabilă, ea este situată în imediata aproiere a orașului fiind înconjurată de un gard, circulația cu autovehicule pe teritoriul parcului este interzisă.
| Parc                    | Vegetație | km²  | Parc                          | Vegetație       | km²   |
| ----------------------- | --------- | ---- | ----------------------------- | --------------- | ----- |
| Aranda Bushland         | pădure    | 1,06 | Black Mountain                | pădure          | 4,52  |
| Bruce Ridge             | pădure    | 1,34 | Cooleman Ridge                | tufișuri        | 1,89  |
| Crace Grassland Reserve | prerie    | 1,21 | Dunlop Grassland Reserve      | prerie          | 1,06  |
| Farrer Ridge            | tufișuri  | 1,78 | Goorooyarroo                  | tufișuri        | 7,01  |
| Gossan Hill             | pădure    | 0,48 | Gungaderra Grassland Reserve  | prerie          | 2,70  |
| Issacs Ridge Reserve    | -         | 0,34 | Jerrabomberra Wetland Reserve | regiune umedă   | 2,08  |
| McQuoids Hill           | tufișuri  | 0,56 | Mount Ainslie                 | pădure/tufișuri | -     |
| Mount Majura            | tufișuri  | -    | Mount Mugga Mugga             | tufișuri        | 1,05  |
| Mount Painter Reserve   | -         | 0,86 | Mount Pleasant                | tufișuri        | 0,50  |
| Mount Taylor            | tufișuri  | 2,93 | Mulanggari Grassland Reserve  | tufișuri        | 1,17  |
| Mulligans Flat          | tufișuri  | 7,81 | O'Connor Ridge                | pădure          | 0,62  |
| Oakey Hill Reserve      | -         | 0,66 | Percival Hill Reserve         | pădure          | 0,63  |
| Red Hill                | tufișuri  | 2,87 | Rob Roy                       | pădure          | 19,77 |
| The Pinnacle Reserve    | -         | 1,38 | Tuggeranong Hill              | tufișuri        | 3,17  |
| Urambi Hills            | tufișuri  | 2,43 | Wannissa Hills                | tufișuri        | 2,27  |